# Verticillium biguttatum
Verticillium biguttatum är en svampart som beskrevs av W. Gams 1982. Verticillium biguttatum ingår i släktet Verticillium och familjen Plectosphaerellaceae.   Inga underarter finns listade i Catalogue of Life.